# Chiesa di San Bernardino (Lallio)
La chiesa di San Bernardino è un luogo di culto cattolico di Lallio, in provincia di Bergamo, ed è dedicato a Bernardino da Siena. La chiesa è sussidiaria di quella dei Santi Bartolomeo e Stefano, ed è dichiarata monumento nazionale per la sua importanza artistica, conserva infatti affreschi cinquecenteschi, testimonianza del manierismo lombardo, con pitture di Gerolamo Colleoni e Cristoforo Baschenis il Vecchio

## Storia

### La costruzione
La chiesa fu costruita nel 1450, primo edificio di culto dedicato al santo senese nell'anno della sua canonizzazione il 24 maggio. Il frate era stato due volte in visita a Bergamo, e proprio grazie alle sue predicazioni le lotte intestine tra le famiglie guelfe e quelle ghibellini, che da anni dividevano la città, avevano finalmente trovato la loro fine, era quindi nella città orobica molto amato.

La chiesa fu costruita grazie alle volontà testamentarie del giovane Eustacchio Licini detto Cacciaguerra prima che entrasse a far parte dell'ordine francescano, nel monastero della chiesa di Santa Maria Immacolata delle Grazie di Bergamo, chiesa che era stata edificata grazie alla volontà del santo senese. Eustacchio dettò le sue volontà testamentarie il 3 maggio 1451, a 25 anni, età legalmente necessaria per poter disporre dei propri beni prima di prendere i voti di povertà, lasciando buona parte dei suoi beni, alla costruzione, alla decorazione nonché al mantenimento di un nuovo edificio di culto. Il mantenimento fu possibile grazie alle rendite che fruttarono alcuni terreni inseriti nel testamento. La chiesa originariamente era collocata in aperta campagna, in uno spazio prettamente agricolo, mentre il testamento fu rogato presso la chiesa di San Michele all'arco Fu questo lascito che permise la decorazione della chiesa fin dalla sua edificazione.
La chiesa fu quindi edificata grazie alla concessione dei giuristi di Bergamo in nome del giudice Giovanni de' Scandelli. Il primo prelato fu don Bonomo da Zogno. Nel 1468 papa Paolo II concesse benefici al parroco Andrea da Ponte e a quello della chiesa di San Martino di Nembro a conferma del grande legame che vi era tra le due parrocchie. Questo lascito permise la realizzazione dei primi affreschi raffiguranti la vita del santo simile a quelli della chiesa nembrese. Successivamente a bolla papale, nel 1478, furono realizzati gli affreschi Miracolo di sant'Eligio e il Nicola da Tolentino
Nel 1532 furono costruite le cappelle laterali, nello stesso anno queste, compreso la facciata e il presbiterio furono decorate con gli affreschi da Gerolamo Colleoni. Nella seconda metà del XVI secolo le pitture furono realizzate da Cristoforo Baschenis il Vecchio con le raffigurazioni delle sibille, dei profeti e dei santi nei sottarchi. Nel 1575 la relazione della visita pastorale da parte del delegato di san Carlo Borromeo descriverà la chiesa come pulchra admodum.
Il 1º maggio 1606 risulta fosse ultimato il campanile nonché la decorazione della chiesa con gli affreschi delle Storie di Maria di cui non si conosce l'autore ma che presentano la firma T.L..

## Descrizione

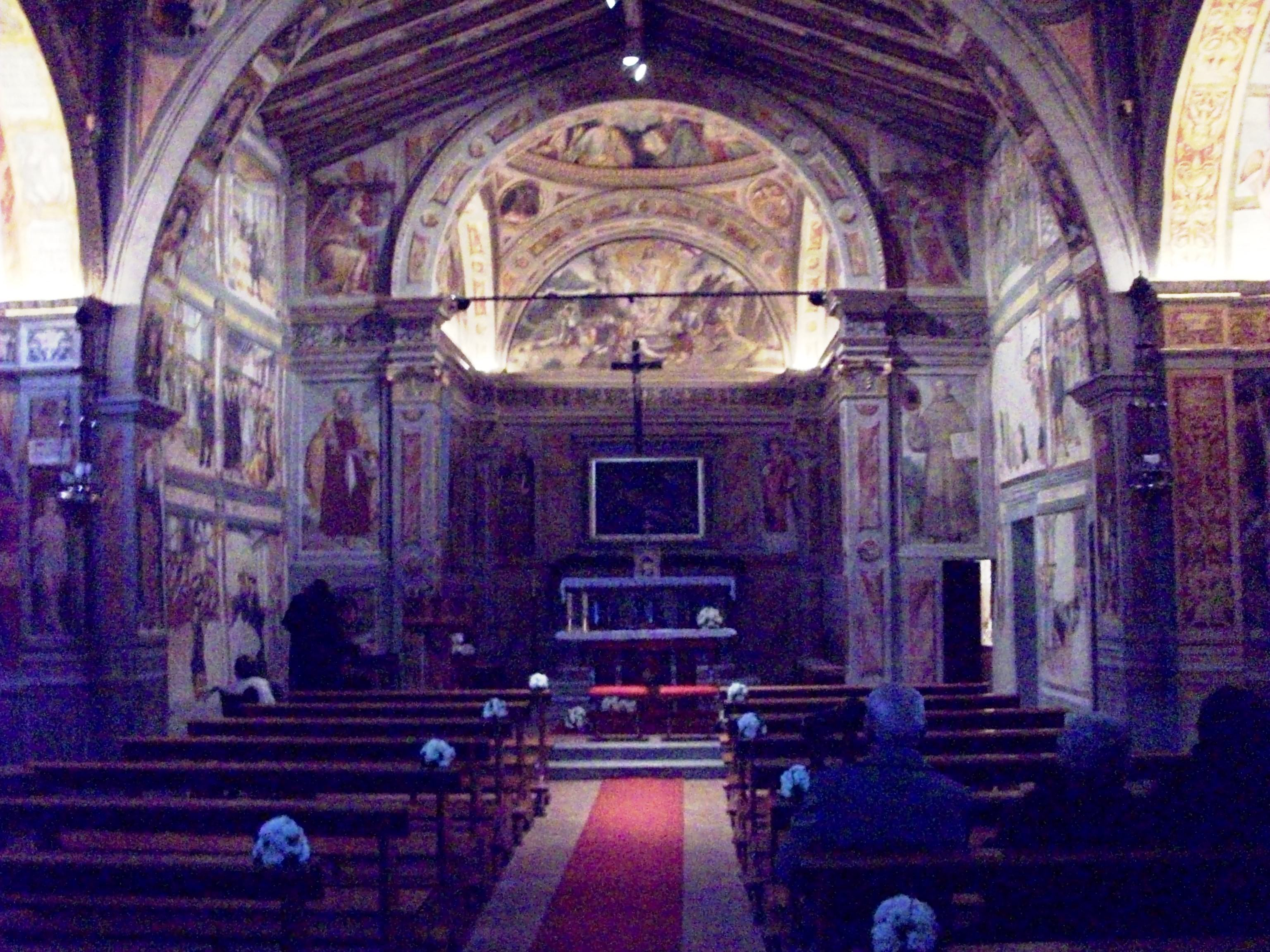
Chiesa di San Bernardino-interno

### Esterno
La chiesa è inserita in un sagrato racchiuso dentro uno spiazzo delimitato da un alto muro e preceduto da un portale in pietra arenaria con cancellata. La facciata a capanna con la gronda sporgente presenta un'apertura centrale con cornici in pietra, e nella parte superiore una finestra rettangolare atta a dare luce all'aula. Sulla parte destra si intravedono parti di un affresco. Originariamente la facciata presentava gli affreschi conservati nella sagrestia della chiesa parrocchiale dei Santi Bartolomeo e Stefano e raffiguranti San Cristoforo con Bambino e San Benedetto tra gli angeli lavoro di Gerolamo Colleoni.

Di autore ignoro è la Madonna in trono tra i santi Francesco e Bernardino, questo risulta avere una datazione precedente. Se l'immagine di san Francesco è riconducibile all'ordine del fondatore Cacciaguerra e san Bernardino all'intitolazione della chiesa, l'immagine della Madonna delle Rose sarebbe da collegare all'atto di donazione del santo senese del suo abito alle Monache clarisse del convento delle Rosate di Città Alta di Bergamo.

### Interno
L'aula a navata unica, conserva uno dei migliori cicli di affreschi della bergamasca.

#### Storie di Maria
Gli affreschi che raccontano le storie di Maria si sviluppano su tre registri lungo le pareti prossime all'ingresso e sono divisi in diciotto riquadri. Secondo la relazione del 1898 di Valentino Bernardi che aveva curato i primi restauri, nel riquadro raffigurante san Giuseppe con l'angelo annunciatore si presentava la scritta: 1619 T.L., mentre il restauro successivo ha evidenziato le lettere ma non più la datazione, questo rende difficile confermare quanto indicato dal Bernardi. I riquadri sono stati eseguiti da artisti differenti come indicherebbero alcuni grandi cambiamenti nelle raffigurazioni del medesimo soggetto.

La narrazione delle storie mariane non è sempre corrispondente alle scritture ma è d'ispirazione evangelica sia canonica che apocrifa, risultando comunque coerente. La devozione alla Madonna era molto viva nelle popolazioni, raccontare la sua vita con dovizia di particolari, rendendo pubblica la sua vita privata con i disagi, gli affetti e i dolori, era consolatorio per i fedeli che vivevano sicuramente situazioni familiari difficili, visibile qualche traccia della pittura lottesca e del Romanino.

La narrazione si sviluppa su diciotto riquadri, ognuno con la didascalia, e inizia con la storia di sant'Anna e Gioacchino, genitori di Maria. La loro storia fu raccontata nel Protovangelo di Giacomo. Il primo riquadro racconta l'allontanamento di Gioacchino dal tempio a causa della sua sterilità, segue l'annunzio dell'angelo, e il ritorno di Gioacchino da Anna. Segue il dipinto raffigurante la nascita della Vergine. L'evento si svolge in un ambiente tipicamente femminile, è infatti nell'arte questo il momento che raffigura la solidarietà delle donne con i riti e i gesti tipici di ogni nascita. Questo, pur non essendo un dipinto di alta qualità, ha molte affinità con il medesimo soggetto del Lotto nella Chiesa di San Michele al Pozzo Bianco.

Segue la Presentazione di Maria al tempio di Salomone questa parte è narrata da Vangelo dello pseudo-Matteo:  la portano al tempio per vivere con altre giovinette. Sale i gradini di corsa senza voltarsi. Malgrado la libertà nell'interpretazione degli anni della Vergine il dipinto è di ottima fattura. Segue il Matrimonio di Maria e Giuseppe e l'Annunciazione. La Visitazione di Maria alla cugina Elisabetta, presenta l'abbraccio delle due donne, entrambe gravide dei due figli che saranno tanto importanti l'uno per l'altro e pare sia questo legame che indica l'affresco nell'abbraccio dei due alberi che sono sullo sfondo della scena. Segue il riquadro con il sogno di san Giuseppe anche questa scena, molto domestica, nasce dal protavengelo di san Giacomo. Maria è raffigurata nel semplice atto di eseguire un lavoro a ricamo, mentre il suo sposo accanto a lei riposa. L'intimità della scena è divisa dal volo dell'angelo che appare in sogno a Giuseppe. Le parti successive raccontano l'arrivo a Betlemme e la nascita nel bambino in una stalla, L'adorazione dei magi e la presentazione di Gesù al tempio, la Fuga in Egitto con il Bambino che coglie i frutti delle palme. Il riquadro della Maria istruisce i fedeli e la Dormizione di Maria. Questa parte della vita della Vergine fu descritta da Giovanni evangelista, segue Cristo appare alla madre morente e ultimo Maria accompagnata nel sepolcro.
L'aula prosegue con i sottarchi che presentano i tondi dove sono raffigurati i profeti, e gli evangelisti.

#### I dipinti di Gerolamo Colleoni
La seconda campata della chiesa ha due cappelle laterali, edificate dopo la chiesa, che presentano affreschi datati e firmati dal Colleoni. Quella a destra è intitolata a san Rocco e a sinistra a santa Caterina d'Alessandria. Entrambe presentano la scritta HIERONI-COLEO P.-DIE XXVIII SEPTERMBR M.D.XXXIII. Queste sono a pianta semi esagonale e una profondità di 1,5 m. e presentano le medesime composizioni architettoniche.

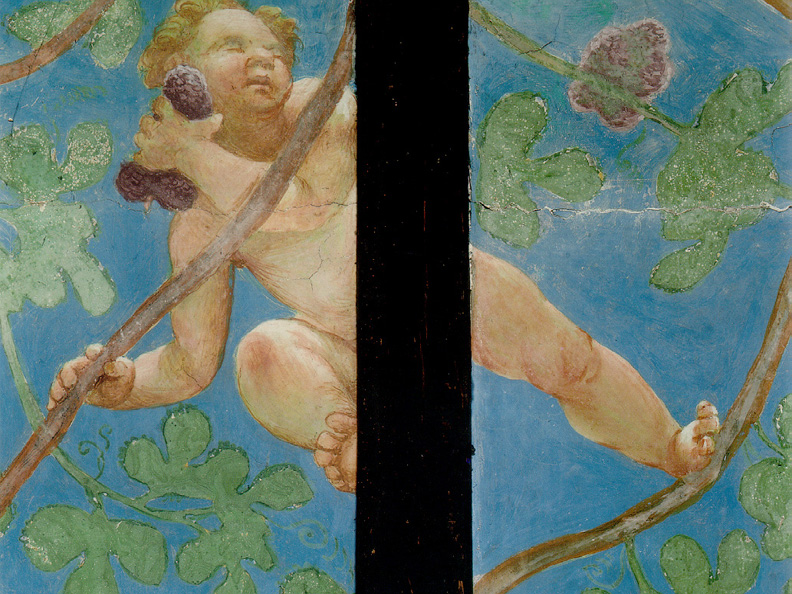
Lotto, affreschi di trescore

La cappella dedicata a santa Caterina d'Alessandria presenta la classica raffigurazione del matrimonio mistico, con il Bambino tra le braccia di Maria nell'atto di metterle l'anello matrimoniale. La composizione ha elementi riconducibili alle pitture lottesche, anche se presentano una forte staticità. La raffigurazione di santa Marta presenta caratteristiche che si avvicinano al linguaggio del rinascimento veneziano. La raffigurazione paesaggistiche dell'affresco raffigurante san Girolamo penitente ha molte affinità con il medesimo soggetto del Lotto conservato nel museo di Castel Sant'Angelo. La volta ha una raffigurazione di angioletti posti in un pergolato nell'atto di vendemmiare. Anche questo riprende lavoro del Lotto nella Cappella Suardi. La cappella termina con la raffigurazione dell'Angelo annunciatore a sinistra e a destra La madonna. Secondo la storica Francesca Cortesi Bosco le immagini sono riconducibili a lavori del Lotto in particolare l'angelo ha affinità con l'angelo nel Polittico di Ponteranica. Il dipinto laterale della cappella presenta la Disputa di santa Caterina con i filosofi. Per questo lavoro il Colleoni ha ripreso l'incisione del Albrecht Dürer intitolata Disputa di Cristo nel tempio, in particolare nell'accostare i volti dei filosofi Il dipinto raffigurante la decollazione della santa è di attribuzione incerta.

Sempre del Colleoni sono gli affreschi sul presbiterio raffiguranti le Scene della passione di Cristo divisi in quattro scene: la Orazione di Cristo nell'orto degli ulivi, il Bacio di Giuda, la Flagellazione di Gesù e la Salita al monte Calvario. Anche in questi dipinti vi è la presenza di uno studio che l'arista aveva fatto sulle incisioni del Dürer. Forse non tutti furono eseguiti dal medesimo artista, alcuni tratti dell'ultimo si ricollegano al quello sconosciuto T.L presente nelle storie di Maria. Sicuramente del Colleoni è la pittura delle lumette con lo Svenimento di Maria e compianto di Cristo, lavoro che presenta molte assonanze con un disegno del Raffaello Sanzio, mentre la Discesa del limbo e la Resurrezione ripropongono incisioni dell'artista tedesco.
La cupola è stata creata dal Colleoni per essere poi ridipinta e modificata da altri artisti che rimangono anonimi.

#### I dipinti di Cristoforo Baschenis il Vecchio
Malgrado il Baschenis ritornò a Bergamo, poté studiare il nuovo rinascimento veneziano che aveva raggiunto la città orobica con i dipinti del Lotto del Cariani e del Previtali; continuò a realizzare le sue opere come gli erano state insegnate dal padre Simone II Baschenis, mantenendo quindi una pittura semplice, di facile comprensione. Sue sono le raffigurazioni delle Sibille nell'imbocco dell'arco della seconda campata, e dei profeti posti nel sottarco tra la seconda e la terza campata. Seguono le Storie di San Bernardino che si presentano su undici riquadri e su tre registri nelle pareti della terza campata. Le pitture raccontano tutti gli eventi della vita del santo senese, con gli atti di carità, i suoi molti miracoli, il rifiuti nel ricevere la nomina a vescovo, la sua morte e anche la nomina di guardiano di Bergamo di cui era stato insignito dalla città orobica.

Nei timpani degli archi il Baschenis dipinse sei sante con i relativi attributi.